# Neutralrot-Test
Der Neutralrot-Test (auch NRU-Test, Abkürzung für englisch neutral red uptake) ist ein  Nachweis zur Bestimmung der Zellviabilität. Zellen werden in vitro mit dem Farbstoff Neutralrot behandelt, um ihre Lebensfähigkeit beziehungsweise den Anteil lebender Zellen im Vergleich zu einer Kontrollprobe von Zellen zu messen. Der NRU-Test ist ein Standard-Zytotoxizitätstest der in die OECD-Richtlinie für den Test von Chemikalien aufgenommen wurde.
Der Test beruht auf der Aufnahme des Farbstoffs Neutralrot in die Lysosomen vitaler Zellen. Der leicht kationische Farbstoff (bei pH 7,4 ungeladen) gelangt durch Endozytose und Diffusion in die Zellen und wird dort an anionische Reste der lysosomalen Membran gebunden. Neutralrot besitzt die Eigenschaft, dass es in saurem Milieu zum Ion wird und sich rot färbt. In den Lysosomen liegt ein pH-Wert von unter fünf vor und der Farbstoff kann als Ion das Lysosom nicht mehr verlassen (Ionenfalle). Der Zellrasen erscheint nun selbst schon mit bloßem Auge rot. In geschädigten Zellen kann die Fähigkeit vermindert sein, Neutralrot aufzunehmen und zu binden, wenn es zum Beispiel in Folge einer Schadstoffexposition zu Veränderungen in der Zellmembran und zu einer Störung in der lysosomalen Membran kommt. Tote Zellen werden nicht angefärbt, da sie keine intakten Lysosomen mehr besitzen. Durch die Menge des aufgenommen beziehungsweise gebundenen Neutralrots kann damit zwischen lebenden, geschädigten und toten Zellen unterschieden werden.